# FK Neftechimik Nischnekamsk
Der FK Neftechimik Nischnekamsk (russisch Футбольный клуб Нефтехимик Нижнекамск) ist ein russischer Fußballverein aus der Stadt Nischnekamsk in der Republik Tatarstan.

## Vereinsgeschichte
Der Club wurde im Jahre 1991 von Mitarbeitern einer Großraffinerie gegründet und bekam den Namen Neftechimik (russ. Нефтехимик, dt. Petrochemiearbeiter). Nach dem Zerfall der Sowjetunion 1992 wurde die Mannschaft in die dritthöchste russische Liga aufgenommen. 2017 folgte erneuter Absturz in die dritte Spielklasse. Seit 2019 spielt Neftechimik wieder zweitklassig.

## Erfolge
- Staffelmeister in der dritten russischen Liga: 1992, 2000, 2012, 2016, 2019

## Bekannte ehemalige Spieler
- Solomon Kwirkwelia
- Ulugʻbek Baqoyev
- Parwisdschon Umarbajew
- Igor Portnjagin
- Vladimirs Kamešs

## Trainer
- Dmitri Ogai (2012–2013)